# Nadia Murad
Nadia Murad Basee Taha (người Kurd: نادیە موراد, tiếng Ả Rập: نادية مراد; sinh năm 1993 tại Kojo) là một nhà hoạt động nhân quyền Yazidi Iraq ở Đức và nhận giải Nobel Hòa bình. Cô bị bắt cóc và bị Nhà nước Hồi giáo giam giữ trong ba tháng.
Năm 2018, cô và Denis Mukwege đã cùng nhau trao giải Nobel Hòa bình cho "nỗ lực của họ nhằm chấm dứt sử dụng bạo lực tình dục như một vũ khí chiến tranh và xung đột vũ trang".
Murad là người sáng lập của Nadia's Initiative, một tổ chức dành riêng cho "giúp đỡ phụ nữ và trẻ em bị nạn nhân diệt chủng, tàn bạo hàng loạt, và buôn bán người để chữa lành và tái xây dựng cuộc sống và cộng đồng của họ".

## Thời trẻ và bị IS bắt giữ
Murad sinh ra ở làng Kojo ở Sinjar, Iraq. Gia đình cô, thuộc nhóm thiểu số dân tộc thiểu số Yazidi, là nông dân. 
Ở tuổi 19, Murad là một sinh viên sống ở làng Kojo ở Sinjar, miền bắc Iraq khi các chiến binh Hồi giáo làm tròn cộng đồng Yazidi trong làng giết chết 600 người - trong đó có sáu người anh em và mẹ kế của Nadia - và bắt phụ nữ trẻ làm nô lệ. Năm đó, Murad là một trong số hơn 6.700 phụ nữ Yazidi bị tù nhân của Nhà nước Hồi giáo ở Iraq. Cô bị giam giữ như một nô lệ trong thành phố Mosul, và bị đánh đập, bị đốt cháy bằng thuốc lá, và hãm hiếp khi cố trốn thoát. Nadia đã có thể trốn thoát sau khi người quản lý của cô rời khỏi nhà mở khóa.
Murad bị một gia đình láng giềng đưa vào, người có thể đưa cô ra khỏi khu vực kiểm soát của Nhà nước Hồi giáo, cho phép cô đi đến một trại tị nạn ở Duhok, miền bắc Iraq. Vào tháng 2 năm 2015, cô đã đưa ra lời khai đầu tiên của mình cho các phóng viên tờ báo hàng ngày của Bỉ La Libre Belgique trong khi cô đang ở trong trại Rwanga, sống trong một thùng chứa. Năm 2015, cô là một trong số 1.000 phụ nữ và trẻ em được hưởng lợi từ một chương trình tị nạn của Chính phủ Baden-Württemberg, Đức, đã trở thành ngôi nhà mới của cô.

## Sự nghiệp và hoạt động
Vào ngày 16 tháng 12 năm 2015, Murad đã thông báo cho Hội đồng Bảo an Liên Hợp Quốc về vấn đề buôn người và xung đột. Đây là lần đầu tiên Hội đồng được báo cáo về nạn buôn người. Là một phần trong vai trò đại sứ, Murad sẽ tham gia vào các sáng kiến vận động toàn cầu và địa phương để mang lại nhận thức về nạn buôn người và người tị nạn. Murad đã tiếp cận với những người tị nạn và những người sống sót, lắng nghe lời khai của nạn nhân nạn buôn người và diệt chủng.